# كاميلا غوميز
كاميلا غوميز (6 يوليو 1995 بكالي في كولومبيا - ) (بالإسبانية: Camila Gómez)‏ هي لاعبة كرة طائرة كولومبية.

## وصلات خارجية
- كاميلا غوميز على موقع عالم الكرة الطائرة (الإنجليزية)